# Верхне-Сусанский завод
Верхне-Сусанский (Сусанский Верхний, Сузунский) железоде́лательный заво́д — небольшой металлургический завод на Среднем Урале, действовавший с 1753 по 1826 год. Входил в состав округа Алапаевских заводов.

## История
Завод строился в 1753—1756 годах на казённые средства в 4 верстах выше по течению реки Сусанки от Нижнесусанского завода, в 20 верстах к западу от Алапаевского завода. Верхне-Сусанский завод не имел собственной рудной базы и лесной дачи, а строился для передела чугуна Алапаевского завода. Лесная дача площадью 790 тыс. десятин использовалась всеми заводами округа совместно. На основных работах были заняты казённые мастеровые, на вспомогательных — приписные крестьяне из ближайших селений Алапаевской, Белослудской и Невьянской слобод.
1 января 1759 года Верхне-Сусанский завод вместе с Алапаевским, Синячихинским и Нижне-Сусанским был продан казной секунд-майору Измайловского полка А. Г. Гурьеву, в обязанность которого входило двукратное увеличение объёма производства железа. По данным 1760 года, на заводе функционировали 4 молота, за этот год было произведено 15,6 тыс. пудов кричного железа. Гурьев не выполнил обязательств по наращиванию производства и в 1767 году продал Алапаевские заводы, в том числе Нижнесусанский, С. Я. Яковлеву за 140 тыс. рублей.
В 1771 году в составе завода работали 4 кричных горна и 4 молота, а также кузница с 2 горнами. В начале 1770-х годов штат завода состоял из 49 казённых мастеровых и работных людей. На вспомогательные работы привлекались приписные крестьяне. В годы Пугачёвского восстания 1773—1775 годов завод не пострадал.
По данным 1780 года, на заводе работали 6 кричных горнов и 4 кричных молота. За этот год было произведено 19 тыс. пудов железа. В 1787 завод перешёл в собственность С. С. Яковлева.
В среднем в XVIII веке Верхне- и Нижне-Сусанский заводы суммарно производили 35—50 тыс. пудов товарного железа в год.
В 1797 в молотовой фабрике действовало 6 кричных горнов и 3 кричных молота, трудовой коллектив состоял из 162 казённых мастеровых. В 1800 году завод произвёл 6,4 тыс. пудов кричного железа.
В 1807 году заводская плотина имела длину 213 м, ширину в нижней части — 53,3 м, в верхней части — 23,4 м, высоту — 7,1 м. На кричной фабрике действовали 6 горнов и 6 молотов с 8 цилиндрическими чугунными мехами. Также на заводе находилась кузница с 2 горнами и вспомогательные помещения.
С 1818 года заводом владели наследники С. С. Яковлева. Предприятие имело высокие накладные расходы, связанные с транспортировкой чугуна, что обусловливало низкую рентабельность производства. В 1826 году завод был остановлен. Закрытию завода способствовало также развитие Алапаевского завода, мощности которого позволяли перерабатывать весь выплавляемый чугун.